# 復仇者級反水雷艦
复仇者级反水雷舰是 1987 年至 1994 年间为美國海軍建造的 14 艘艦艇，旨在清除重要水道中的水雷。這些船舶的船体代号为 MCM。
复仇者级舰艇正在被獨立級近岸戰鬥艦舰艇取代，並使用各種无人驾驶空中、水面和水下航行器在远距离探测和摧毁水雷。 

## 歷史

### 背景
20 世紀 80 年代初，美國海軍開始發展新型反水雷 (MCM) 部隊，其中包括兩類新型艦艇和扫雷直升机。 在八年的兩伊戰爭期間的波斯灣，以及在1990 年和1991 年“復仇者”號和“守護者”號執行的“沙漠盾牌”和“沙漠风暴”行動中，最先進的反水雷部隊的重要性得到了強烈重視。 
復仇者级艦艇被設計为水雷獵殺艦艇，能夠發現及分類和摧毁停泊和底部的水雷。最后三艘 MCM 舰艇于 1990 年购买，使完全可部署的远洋复仇者级舰艇总数达到 14 艘。这些船只使用声纳和视频系统、电缆剪和可通过遥控释放和引爆的地雷引爆装置。他们还能够采取传统的清扫措施。

### 運作
截至2012年，八艘复仇者号部署在前沿：四艘在日本佐世保，配备常备船员，四艘在巴林麦纳麦，由十个舰艇连轮流部署。  2012年3月，美国海军宣布计划在巴林再部署四艘多用途导弹防御系统，以应对伊朗在霍尔木兹海峡布雷的潜在威胁，这反映出美国和伊朗之间因伊朗核计划而日益紧张的局势。

## 設計

### 船體

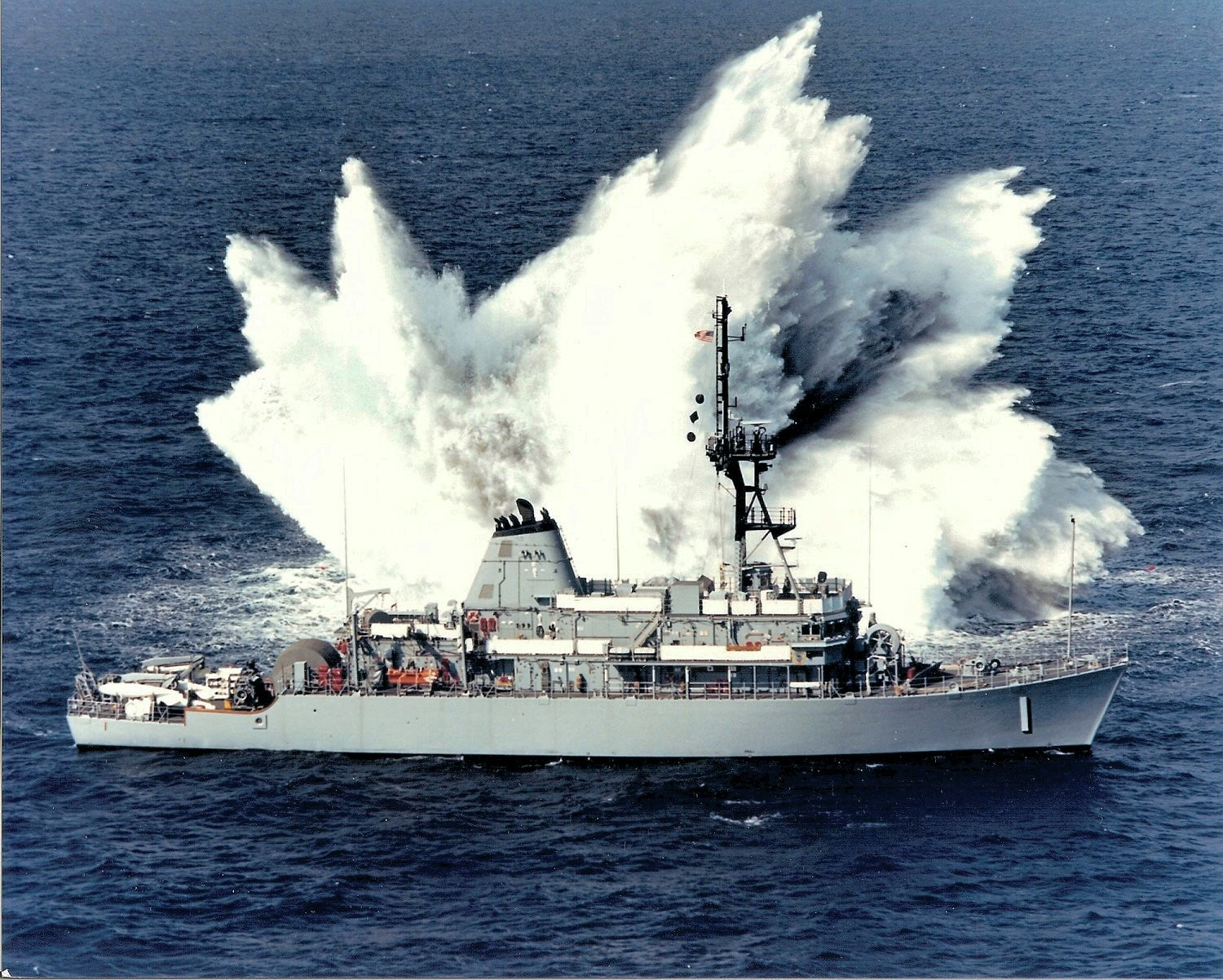
复仇者号航空母舰船体冲击试验

ATK/Raytheon ROV 是一個類似的系統，但具有1,500（4,900英尺）繫繩，還攜帶用於處理系留或系留地雷的電纜剪，以及用於引爆地雷的炸藥。
和Independence艦艇取代以及其他 MCM 平台，
復仇者級反水雷艦
复仇者级舰艇的船体由木材制成，外部涂有玻璃纤维。使用的木材是橡木、花旗松和努特卡柏树，因为它们具有柔韧性、强度和重量轻。这种结构使船体能够承受附近水雷的爆炸，并且还使船舶具有低磁性特征。

### 地雷对抗系统
这些舰艇使用由Alliant Techsystems (ATK) 提供的AN/SLQ-48远程操作水雷处理系统以及由 ATK 和Raytheon提供的 EX116 Mod 0远程操作车辆(ROV) 水雷中和系统。 AN/SLQ-48 可探测、定位、分类和消除停泊水雷和海底水雷。该车辆使用高频、高分辨率声纳、微光电视(LLLTV)、电缆剪和炸药来探测和处置地雷，同时与船只保持1,070（3,510英尺）电缆并受船舶控制。
ATK/Raytheon ROV 是一个类似的系统，但具有1,500（4,900英尺）系绳，还携带用于处理系留或系留地雷的电缆剪，以及用于引爆地雷的炸药。

### 传感器系统
这些舰艇采用雷神公司和泰雷兹水下系统公司（以前称为汤姆森马可尼声纳）的AN/SQQ-32先进猎雷和分类声纳。该系统有两个声纳，安装在船下拖曳的小型潜水吊舱中。当不部署时，潜水器被安置在船甲板下方的行李箱中。声纳是雷神搜索和探测声纳和泰雷兹高分辨率、高频、目标分类声纳。潜水器的部署和回收系统由马萨诸塞州的查尔斯·斯塔克·德雷珀实验室设计。
复仇者级采用纽约 Cardion, Inc. 提供的AN/SPS-55表面搜索和导航雷达。这些舰艇已配备了CMC Electronics LN66 或雷神公司 AN/SPS-66 导航雷达，但预计将升级为AN/SPS-73 。
复仇者级舰艇配备四台 Waukesha-Pearce柴油发动机（MCM 1 和 2）或Isotta-Fraschini ID 36SS6V 柴油发动机（其余），其设计具有非常低的磁和声学特征。每台发动机可产生 600 马力 (447.4 kW）（综合 1.79 MW）持续功率，提供14節（26每小時；16英里每小時） ，带有可调螺距螺旋桨。为了保持位置，该船使用两台额定功率为磁力船用燃氣輪機發電機提供動力 294 的 Hansome 电动机 千瓦。精确机动能力由 257 提供 kW Omnithruster水力喷射装置（由 Solar (Caterpillar Inc) 磁力船用燃气轮机发电机提供动力）。  

## 艦名列表
| 艦名     | 舷號   | 建造                | 退役               | 建造廠                   | 母港                 | 備註                                                                             |
| -------- | ------ | ------------------- | ------------------ | ------------------------ | -------------------- | -------------------------------------------------------------------------------- |
| 復仇者號 | MCM-1  | 1987 年 9 月 12 日  | 2014 年 9 月 30 日 | 彼得森造船厂             |                      | 本文包含從海軍艦艇登記冊收集的信息， 該登記冊作為美國政府出版物， 屬於公共領域。 |
| 後衛號   | MCM-2  | 1989 年 9 月 30 日  | 2014 年 10 月 1 日 | 芬坎蒂尼馬里內特海事公司 |                      | 本文包含從海軍艦艇登記冊收集的信息， 該登記冊作為美國政府出版物， 屬於公共領域。 |
| 哨兵號   | MCM-3  | 1989 年 9 月 2 日   | 預計 2025 年       | 彼得森造船厂             | 巴林麦纳麦           | 本文包含從海軍艦艇登記冊收集的信息， 該登記冊作為美國政府出版物， 屬於公共領域。 |
| 冠軍號   | MCM-4  | 1991 年 2 月 8 日   | 2020 年 8 月 25 日 | 芬坎蒂尼馬里內特海事公司 | 加利福尼亚州圣地亚哥 | 本文包含從海軍艦艇登記冊收集的信息， 該登記冊作為美國政府出版物， 屬於公共領域。 |
| 守護者號 | MCM-5  | 1989 年 12 月 16 日 | 2013 年 2 月 15 日 | 彼得森造船厂             |                      | 本文包含從海軍艦艇登記冊收集的信息， 該登記冊作為美國政府出版物， 屬於公共領域。 |
| 毀滅者號 | MCM-6  | 1990 年 10 月 6 日  | 預計 2025 年       | 彼得森造船厂             | 巴林麦纳麦           | 本文包含從海軍艦艇登記冊收集的信息， 該登記冊作為美國政府出版物， 屬於公共領域。 |
| 愛國者號 | MCM-7  | 1991 年 10 月 18 日 | 預計 2027 年       | 芬坎蒂尼馬里內特海事公司 | 日本佐世保           | 本文包含從海軍艦艇登記冊收集的信息， 該登記冊作為美國政府出版物， 屬於公共領域。 |
| 偵察兵號 | MCM-8  | 1990 年 12 月 15 日 | 2020 年 8 月 26 日 | 彼得森造船厂             | 加利福尼亚州圣地亚哥 | 本文包含從海軍艦艇登記冊收集的信息， 該登記冊作為美國政府出版物， 屬於公共領域。 |
| 先鋒號   | MCM-9  | 1992 年 12 月 7 日  | 預計 2027 年       | 彼得森造船厂             | 日本佐世保           | 本文包含從海軍艦艇登記冊收集的信息， 該登記冊作為美國政府出版物， 屬於公共領域。 |
| 勇士號   | MCM-10 | 1993 年 4 月 7 日   | 預計 2027 年       | 彼得森造船厂             | 日本佐世保           | 本文包含從海軍艦艇登記冊收集的信息， 該登記冊作為美國政府出版物， 屬於公共領域。 |
| 角鬥士號 | MCM-11 | 1993 年 9 月 18 日  | 預計 2025 年       | 彼得森造船厂             | 巴林麦纳麦           | 本文包含從海軍艦艇登記冊收集的信息， 該登記冊作為美國政府出版物， 屬於公共領域。 |
| 熱情號   | MCM-12 | 1994 年 2 月 18 日  | 2020年8月27日      | 彼得森造船厂             | 加利福尼亚州圣地亚哥 | 本文包含從海軍艦艇登記冊收集的信息， 該登記冊作為美國政府出版物， 屬於公共領域。 |
| 靈巧號   | MCM-13 | 1994 年 7 月 9 日   | 預計 2025 年       | 彼得森造船厂             | 巴林麦纳麦           | 本文包含從海軍艦艇登記冊收集的信息， 該登記冊作為美國政府出版物， 屬於公共領域。 |
| 酋長號   | MCM-14 | 1994 年 11 月 5 日  | 預計 2027 年       | 彼得森造船厂             | 日本佐世保           | 本文包含從海軍艦艇登記冊收集的信息， 該登記冊作為美國政府出版物， 屬於公共領域。 |

## 圖片

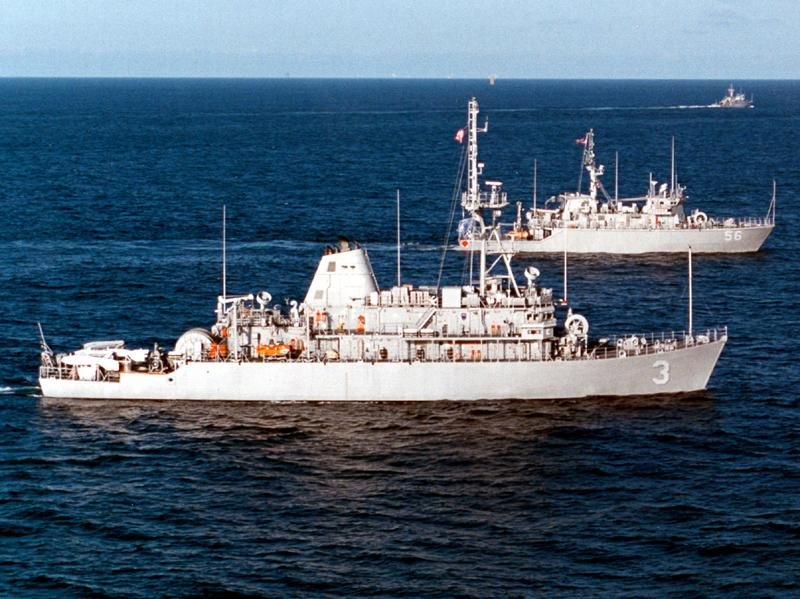
“哨兵”號和“翠鳥”號
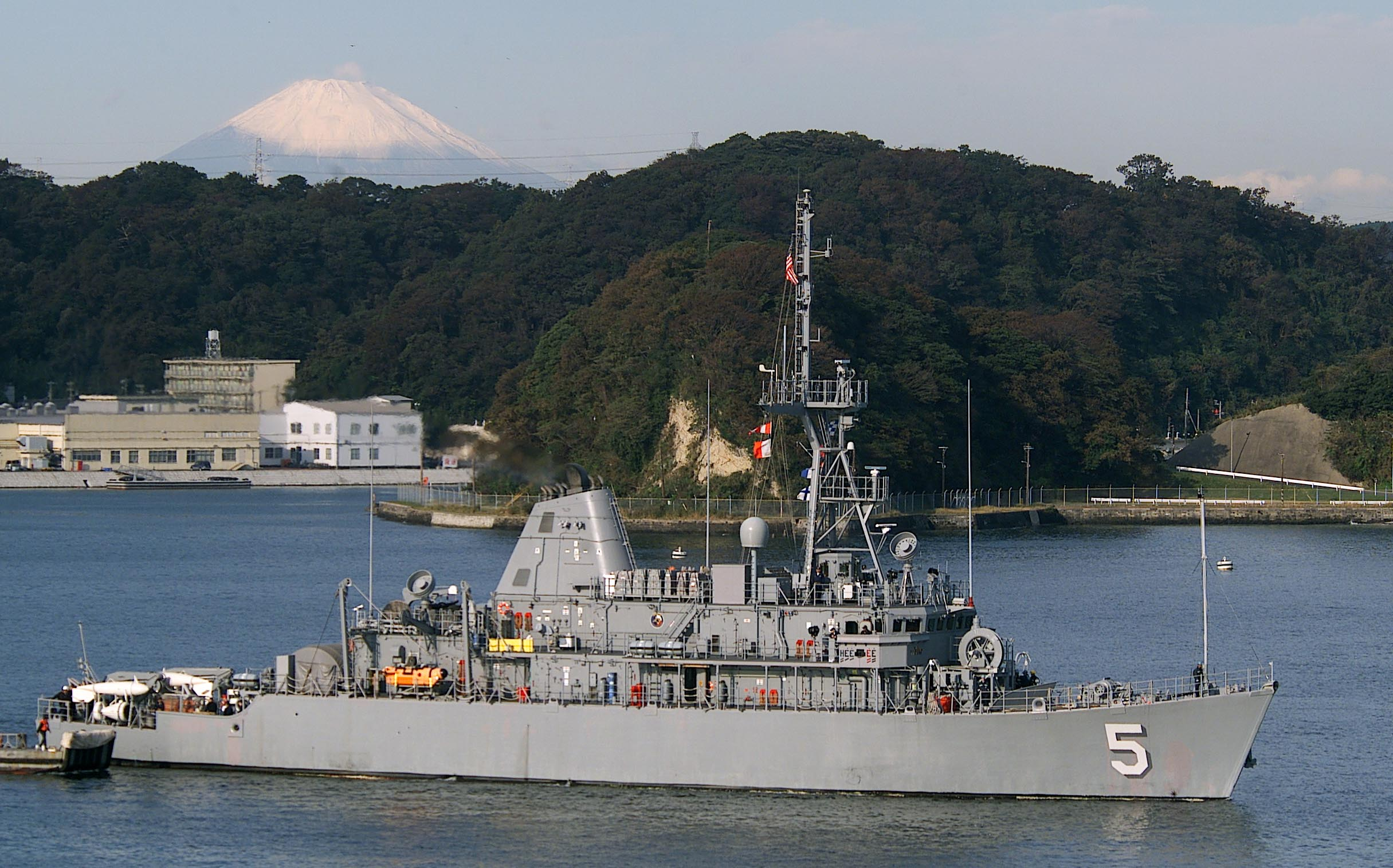
“守護者”號
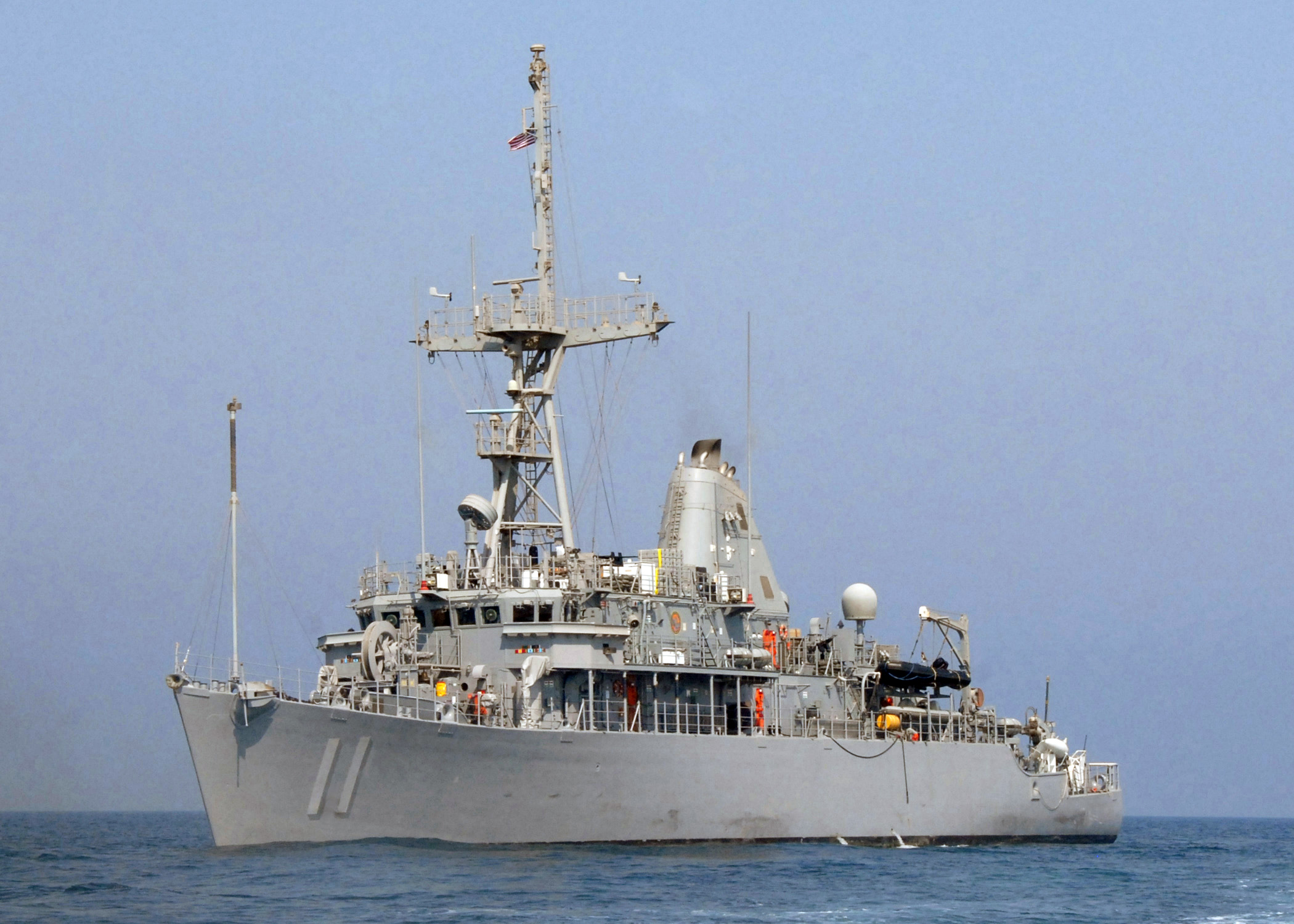
美國海軍“角斗士”號於波斯灣